# Üstün Atux
Üstün Atux (kinesiska: Shang'atushi Xiang, 上阿图什, 上阿图什乡) är en socken i Kina. Den ligger i den autonoma regionen Xinjiang, i den nordvästra delen av landet, omkring 1 100 kilometer sydväst om regionhuvudstaden Ürümqi. Antalet invånare är 45 847. Befolkningen består av 22 281 kvinnor och 23 566 män. Barn under 15 år utgör 26,0 %, vuxna 15-64 år 68 %, och äldre över 65 år 5,0 %.
Genomsnittlig årsnederbörd är 177 millimeter. Den regnigaste månaden är juni, med i genomsnitt 29 mm nederbörd, och den torraste är oktober, med 4 mm nederbörd.